# Kanton Sarajevo
Kanton Sarajevo je eden od desetih kantonov Federacije Bosne in Hercegovine v Bosni in Hercegovini.
Kanton na severu in severozahodu meji na Zeniško-dobojski kanton, na zahodu na Osrednjebosanski kanton, na jugozahodu in jugu na Tuzelski kanton ter na vzhodu na Bosansko-podrinjski kanton Goražde in Republiko Srbsko. Po podatkih popisa 2013 je Kanton Sarajevo s 413 593 prebivalci drugi najbolj naseljen (za Tuzelskim) in s 324 prebivalci na km² najgosteje naseljen kanton v Federaciji.
H kantonu spadajo mesto Sarajevo, razdeljeno na štiri mestne občine (Centar, Novi Grad, Novo Sarajevo in Stari Grad), ter občine Hadžići, Ilidža, Ilijaš, Trnovo in Vogošća.